# Гіллсдейл (округ)
Шаблон:StateAbbr_ 41°53′ пн. ш. 84°35′ зх. д. / 41.89° пн. ш. 84.59° зх. д.
Округ  Гіллсдейл (англ. Hillsdale County) — округ (графство) у штаті Мічиган, США. Ідентифікатор округу 26059.

## Історія
Округ утворений 1835 року.

## Демографія
За даними перепису 
2000 року 
загальне населення округу становило 46527 осіб, зокрема міського населення було 11225, а сільського — 35302.
Серед мешканців округу чоловіків було 23151, а жінок — 23376. В окрузі було 17335 домогосподарств, 12544 родин, які мешкали в 20189 будинках.
Середній розмір родини становив 3,05.
Віковий розподіл населення поданий у таблиці:
| Стать    | До 15 років | 15-21 | 22-29 | 30-39 | 40-49 | 50-65 | 65-85 | Понад 85 |
| -------- | ----------- | ----- | ----- | ----- | ----- | ----- | ----- | -------- |
| Чоловіки | 5109        | 2797  | 2122  | 3119  | 3578  | 3752  | 2475  | 199      |
| Жінки    | 4872        | 2532  | 2020  | 3085  | 3491  | 3858  | 3011  | 507      |

## Суміжні округи
- Джексон — північний схід
- Ленаві — схід
- Фултон, Огайо — південний схід
- Вільямс, Огайо — південь
- Стойбен, Індіана — південний захід
- Бранч — захід
- Калгун — північний захід

## Виноски
1. ↑  US Decennial Census. US Census Bureau. Архів оригіналу за 26 квітня 2015. Процитовано 25 вересня 2014.
2. ↑  Historical Census Browser. University of Virginia Library. Архів оригіналу за 11 серпня 2012. Процитовано 25 вересня 2014.
3. ↑  Population of Counties by Decennial Census: 1900 to 1990. US Census Bureau. Архів оригіналу за 15 лютого 2015. Процитовано 25 вересня 2014.
4. ↑  Census 2000 PHC-T-4. Ranking Tables for Counties: 1990 and 2000 (PDF). US Census Bureau. Архів оригіналу (PDF) за 18 грудня 2014. Процитовано 25 вересня 2014.
5. ↑  State & County QuickFacts. US Census Bureau. Архів оригіналу за 6 червня 2011. Процитовано 27 серпня 2013.(англ.) Наведено за англійською вікіпедією.
6. ↑  American FactFinder. Бюро перепису населення США. Архів оригіналу за 21 травня 2008. Процитовано 31 січня 2008.

| США | Це незавершена стаття з географії США. Ви можете допомогти проєкту, виправивши або дописавши її. |